# Himantocladium plumula
Himantocladium plumula är en bladmossart som beskrevs av Fleischer 1908. Himantocladium plumula ingår i släktet Himantocladium och familjen Neckeraceae. Inga underarter finns listade i Catalogue of Life.